# Чуи
Это статья о деревне, о персонаже Звёздных войн см. статью Чубакка.
Чуи — деревня в Кардымовском районе Смоленской области России. Входит в состав Тюшинского сельского поселения. Население — 17 жителей (2007 год). 
Расположена в центральной части области в 14 км к югу от Кардымова, в 16 км южнее автодороги Р134 «Старая Смоленская дорога» Смоленск — Дорогобуж — Вязьма — Зубцов. 

## История
В годы Великой Отечественной войны деревня была оккупирована гитлеровскими войсками в августе 1941 года, освобождена в сентябре 1943 года.

## Транспорт
В 1 км юго-восточнее деревни расположена железнодорожная станция «Приднепровская» на линии Духовская — Занозная, открытая в 1899 году.